# Takashi Yamahashi
Takashi Yamahashi (山橋貴史?, Yamahashi Takashi; Sapporo, 31 maggio 1972) è un allenatore di calcio ed ex calciatore giapponese, di ruolo centrocampista.

## Carriera

### Calciatore
Ha militato nel Cerezo Osaka e nel Consadole Sapporo. Con il Cerezo Osaka ha disputato 52 partite in J. League, la massima serie giapponese, nel biennio 1995-1996. Nel 1997 passa al Consadole Sapporo, ove nella prima stagione gioca 19 incontri e nessuno nella seconda.

### Allenatore
Ritiratosi dall'attività agonistica è divenuto allenatore. Ha ricoperto dal 2007 al 2009 il ruolo di vice-allenatore di Hiroshi Jōfuku e poi di Yutaka Ikeuchi nella rappresentativa under-17 del Giappone. Dal 2011 è vice-allenatore di Yasushi Yoshida nella rappresentativa under-18 nipponica.

## Statistiche

### Presenze e reti nei club
| Stagione        | Squadra           | Campionato      | Campionato | Campionato | Coppa dell'Imperatore | Coppa dell'Imperatore | Coppa di Lega | Coppa di Lega | Totale | Totale |
| Stagione        | Squadra           | Comp            | Pres       | Reti       | Pres                  | Reti                  | Pres          | Reti          | Pres   | Reti   |
| --------------- | ----------------- | --------------- | ---------- | ---------- | --------------------- | --------------------- | ------------- | ------------- | ------ | ------ |
| 1990-1991       | Yanmar Diesel     | JSL Division 1  | 0          | 0          | 0                     | 0                     | 0             | 0             | 0      | 0      |
| 1991-1992       | Yanmar Diesel     | JSL Division 2  | 10         | 2          |                       |                       | 0             | 0             | 10     | 2      |
| 1992            | Yanmar Diesel     | Football League | 9          | 0          | -                     | -                     | -             | -             | 9      | 0      |
| 1993            | Yanmar Diesel     | Football League | 12         | 1          | 0                     | 0                     | -             | -             | 12     | 1      |
| 1994            | Cerezo Osaka      | Football League | 23         | 7          | 2                     | 0                     | 1             | 0             | 26     | 7      |
| 1995            | Cerezo Osaka      | J. League 1     | 42         | 3          | 2                     | 0                     | -             | -             | 44     | 3      |
| 1996            | Cerezo Osaka      | J. League 1     | 10         | 0          | 0                     | 0                     | 4             | 0             | 14     | 0      |
| 1997            | Consadole Sapporo | Football League | 19         | 1          | 0                     | 0                     | 0             | 0             | 19     | 1      |
| 1998            | Consadole Sapporo | J. League 1     | 0          | 0          | 0                     | 0                     | 1             | 0             | 1      | 0      |
| Totale carriera | Totale carriera   | Totale carriera | 125        | 14         | 8                     | 0                     | 6             | 0             | 139    | 14     |